# Лез-Андели (кантон)
Лез-Андели (фр. Andelys) — кантон во Франции, находится в регионе Нормандия, департамент Эр. Входит в состав округа Лез-Андели.

## История
До 2015 года в состав кантона входили коммуны Анзи, Арканси, Буазмон, Буафль, Ватвиль, Везийон, Гизеньер, Добёф-пре-Ватвиль, Корни, Курсель-сюр-Сен, Кювервиль, Ла-Рокет, Ле-Тюи, Лез-Андели, Мюи, Нотр-Дам-де-л'Иль, Пор-Мор, Сюзе, Френ-л'Аршевек и Эквиль.
В результате реформы 2015 года   состав кантона был изменен. В его состав вошел упраздненный кантон Эко.
1 января 2016 года четырнадцать коммун: Бертенонвиль, Бю-Сен-Реми, Гитри, Даммениль, Каэнь, Кантьер, Панийёз, Сивьер, Турни, Фонтене, Форе-ла-Фоли, Фур-ан-Вексен, Фурж, Эко приняли решение объединиться в новую коммуну Вексен-сюр-Эпт.
1 января 2019 года коммуны Буазмон, Корни и Френ-л'Аршевек объединились в новую коммуну Френель-ан-Вексен.

## Состав кантона с 1 января 2019 года
В состав кантона входят коммуны (население по данным Национального института статистики за 2018 г.):
- Анзи (780 чел.)
- Арканси (266 чел.)
- Буа-Жером-Сент-Уан (744 чел.)
- Буафль (658 чел.)
- Ватвиль (180 чел.)
- Везийон (242 чел.)
- Вексен-сюр-Эпт (6 008 чел.)
- Гизеньер (469 чел.)
- Добёф-пре-Ватвиль (462 чел.)
- Кювервиль (248 чел.)
- Ла-Рокет (238 чел.)
- Ле-Тюи (141 чел.)
- Лез-Андели (8 092 чел.)
- Мезьер-ан-Вексен (606 чел.)
- Мениль-Верклив (323 чел.)
- Мюи (877 чел.)
- Нотр-Дам-де-л'Иль (665 чел.)
- Пор-Мор (916 чел.)
- Пресаньи-л'Оргейё (700 чел.)
- Сюзе (352 чел.)
- Тийи (550 чел.)
- Френель-ан-Вексен (1 706 чел.)
- Шато-сюр-Эпт (560 чел.)
- Эбекур-Арикур (459 чел.)
- Эквиль (360 чел.)
- Экуи (817 чел.)

## Политика
На президентских выборах 2022 г. жители кантона отдали в 1-м туре Марин Ле Пен 34,9 % голосов против 24,0 % у Эмманюэля Макрона и 15,9 % у Жана-Люка Меланшона; во 2-м туре в кантоне победила Ле Пен, получившая 55,7 % голосов. (2017 год. 1 тур: Марин Ле Пен – 33,2 %, Франсуа Фийон – 19,2 %, Эмманюэль Макрон – 17,8 %, Жан-Люк Меланшон – 15,5 %; 2 тур: Ле Пен – 50,8 %. 2012 год. 1 тур: Николя Саркози — 29,1 %, Марин Ле Пен — 26,0 %, Франсуа Олланд — 22,0 %; 2 тур: Саркози — 56,3 %. 2007 год. 1 тур: Саркози — 33,4 %, Сеголен Руаяль — 19,2 %; 2 тур: Саркози — 60,7 %).
С 2015 года кантон в Совете департамента Эр представляют мэр города Лез-Андели Фредерик Дюше (Frédéric Duché) и первый вице-мэр коммуны Вексен-сюр-Эпт Шанталь Ле Галь (Chantale Le Gall) (оба – Разные правые).
|                | Кандидаты                       | Партия                   | Первый тур | Первый тур     | Второй тур | Второй тур |
| Кол-во голосов | Кандидаты                       | Партия                   | % голосов  | Кол-во голосов | % голосов  |            |
| -------------- | ------------------------------- | ------------------------ | ---------- | -------------- | ---------- | ---------- |
|                | Фредерик Дюше Шанталь Ле Галь   | Разные правые            | 3 559      | 51,07          | 4 587      | 69,35      |
|                | Кристоф Делакур Жеральдин Фужер | Национальное объединение | 1 996      | 28,64          | 2 027      | 30,65      |
|                | Франсуа Вотрен Сандрин Да Силва | Левый блок               | 1 414      | 20,29          |            |            |

|                | Кандидаты                        | Партия             | Первый тур | Первый тур     | Второй тур | Второй тур |
| Кол-во голосов | Кандидаты                        | Партия             | % голосов  | Кол-во голосов | % голосов  |            |
| -------------- | -------------------------------- | ------------------ | ---------- | -------------- | ---------- | ---------- |
|                | Фредерик Дюше Шанталь Ле Галь    | Правый блок        | 3 826      | 36,85          | 4 276      | 42,99      |
|                | Кристоф Делакур Мари-Анжель Одик | Национальный фронт | 3 953      | 38,07          | 5 671      | 57,01      |
|                | Даниэль Мусе Мартин Сегуэла      | Левый блок         | 2 140      | 20,61          |            |            |
|                | Мартин Дегриз Александр Паннье   | Левый фронт        | 465        | 4,48           |            |            |

|  | Кандидат      | Партия                    | % голосов |
|  | ------------- | ------------------------- | --------- |
|  | Фредерик Дюше | Союз за народное движение | 61,67     |
|  | Ален Бертело  | Национальный фронт        | 38,33     |

|  | Кандидат     | Партия                    | % голосов |
|  | ------------ | ------------------------- | --------- |
|  | Лор Даэль    | Социалистическая партия   | 44,70     |
|  | Ив Лемерсье  | Союз за народное движение | 33,46     |
|  | Бернар Тушаг | Национальный фронт        | 21,84     |